# Arc the Lad III
Arc the Lad III (アークザラッドIII) est un jeu vidéo de type tactical RPG développé et édité par Sony Computer Entertainment, sorti en 1998 sur PlayStation.

## Accueil
- Pocket Gamer : 7/10[1]